# Stare Jabłonki (stacja kolejowa)
Stare Jabłonki – stacja kolejowa w Starych Jabłonkach, w województwie warmińsko-mazurskim, w Polsce.

## Ruch pasażerski
| Rok  | Wymiana pasażerska na dobę |
| ---- | -------------------------- |
| 2017 | 100-199                    |
| 2022 | 100-149                    |